# Cantone di Peyrehorade
Il Cantone di Peyrehorade era una divisione amministrativa dell'arrondissement di Dax.
È stato soppresso a seguito della riforma complessiva dei cantoni del 2014, che è entrata in vigore con le elezioni dipartimentali del 2015.
Comprendeva i comuni di:
- Bélus
- Cauneille
- Hastingues
- Oeyregave
- Orist
- Orthevielle
- Pey
- Peyrehorade
- Port-de-Lanne
- Saint-Cricq-du-Gave
- Saint-Étienne-d'Orthe
- Saint-Lon-les-Mines
- Sorde-l'Abbaye